# Acrisure Stadium

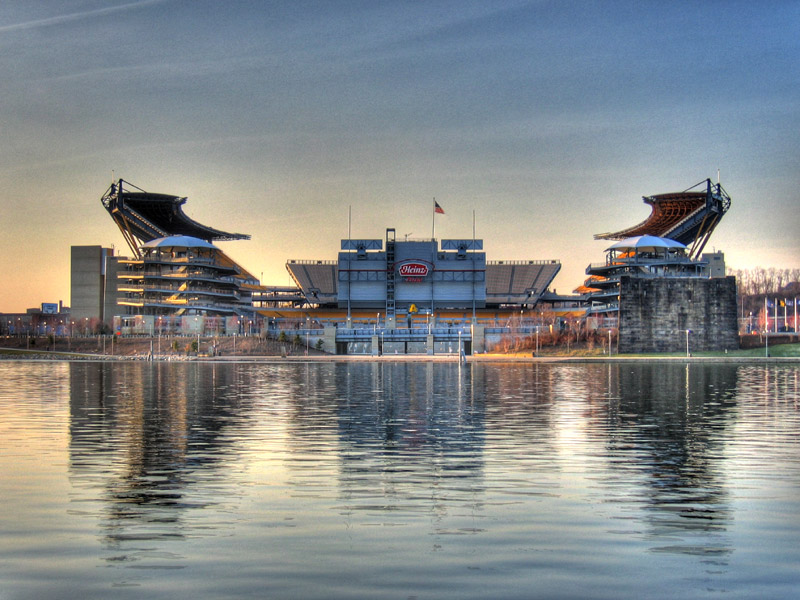
Heinz Field

Acrisure Stadium (voorheen Heinz Field) is een stadion gelegen in Pittsburgh, Pennsylvania. Het is de thuisbasis van het Americanfootballteam de Pittsburgh Steelers en college-team de Pittsburgh Panthers. Het stadion heeft een capaciteit van 65.050 toeschouwers. 
De bouw van het complex kostte in totaal 281 miljoen dollar en werd begonnen op 18 juni 1999. Het stadion werd geopend op 24 augustus 2001. 

## Geschiedenis
Tussen 1970 en 2000 gebruikten de Pittsburgh Steelers en de Pittsburgh Pirates gezamenlijk het vroegere Three Rivers Stadium. Nadat plannen van de Pirates bekend waren gemaakt om een groot honkbalstadion te bouwen, ontstond het plan om het Three Rivers Stadion om te bouwen tot een fulltime Americanfootballstadion.
Na negatieve reacties van de eigenaars werd echter besloten deze optie alleen achter de hand te houden voor het geval de bouw van een nieuw stadion zou mislukken. De achterliggende gedachte was dat geen nieuw stadion bouwen een schadelijk effect zou hebben op het contracteren van nieuwe spelers, die dan misschien voor een ander team uit de Steelers-divisie zouden kiezen, omdat die allemaal recent al een nieuw stadion hadden gebouwd. In juli 2001 kocht de fabrikant Heinz de benoemingsrecht voor dit stadion, daarvoor zou Heinz 57 miljoen dollar betalen over het seizoen 2001.
Oorspronkelijk zou er tijdelijk een hogere belasting op goederen komen om drie projecten te financieren, namelijk Heinz Field, PNC Park en het David L. Lawrence Convention Centrum. Dit plan werd echter afgewezen in een referendum, waarna de stad de projecten op andere manieren moest financieren. Het bedrag dat de Steelers zelf bijdroegen voor het nieuwe stadion werd te laag genoemd, zelfs nadat het was verhoogd van 50 tot 76,5 miljoen dollar. Het plan, dat in totaal 806 miljoen dollar zou kosten, werd op 9 juli 1998 goedgekeurd, waarbij Heinz 233 miljoen zou bijdragen. Niet lang nadat het plan was goedgekeurd, kwamen de Steelers met de stad tot de overeenstemming om op zijn minst tot 2031 in Pittsburgh te blijven.